# Johan von Rajalin
Johan von Rajalin, född 19 november 1715 i Karlskrona, död där 25 november 1786, var en svensk friherre och landshövding.

## Biografi
Johan von Rajalin tilldelades arbetsposten som varvsmajor i Karlskrona 1754. Efter det blev han kommendör vid amiralitetet 1758 för att sedan befordras till viceamiral 1765. Fyra år senare, 1769, blev han landshövding i Blekinge och överkommendant på Blekinge fästningar. Han utnämndes till  friherre den 15 oktober 1771.
Johan von Rajalin var son till Tomas von Rajalin. Han gifte sig 10 november 1752 i Karlskrona med Barbara Eleonora von Gertten, dotter till amiralen Gustaf Wilhelm von Gertten och friherrinnan Anna Maria född von Otter.